# 謝爾斯琴峰

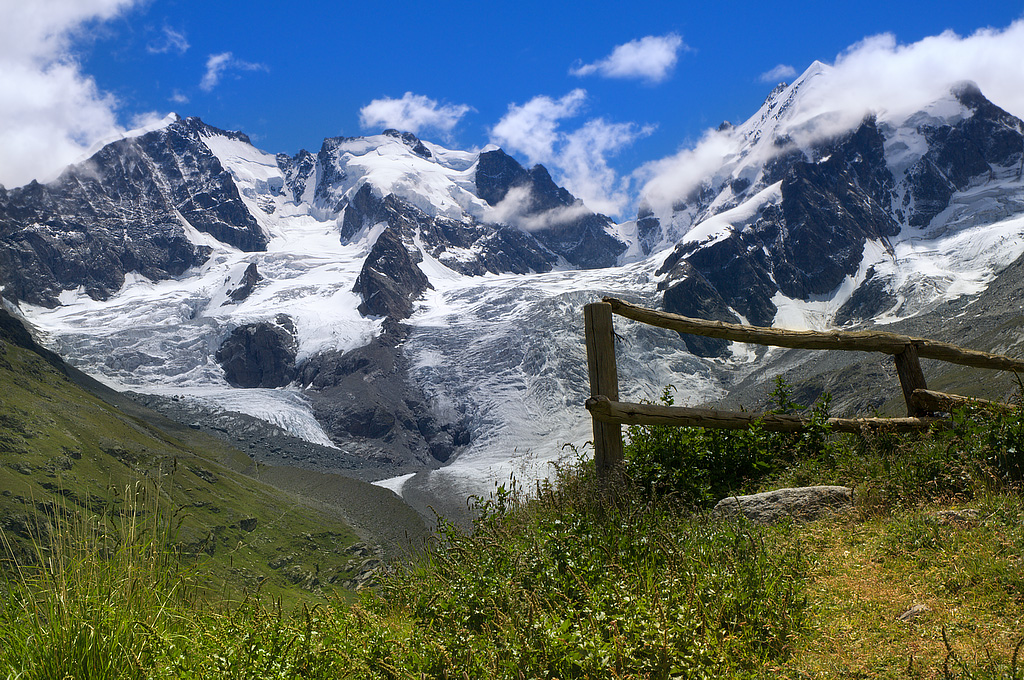

46°22′41.7″N 9°54′2.1″E / 46.378250°N 9.900583°E
謝爾斯琴峰（義大利語：Piz Scerscen），是中歐的山峰，位於意大利和瑞士接壤的邊境，屬於貝爾尼納山脈的一部分，海拔高度3,971米，人類在1877年9月13日首次登頂。